# Houston Rockets 2009-2010
La stagione 2009-10 degli Houston Rockets fu la 43ª nella NBA per la franchigia.
Gli Houston Rockets arrivarono terzi nella Southwest Division della Western Conference con un record di 42-40, non qualificandosi per i play-off.

## Roster
| N° | Naz.                   | Ruolo | Sportivo          | Anno | Alt. | Peso |
| -- | ---------------------- | ----- | ----------------- | ---- | ---- | ---- |
| 0  | Stati Uniti (bandiera) | G     | Aaron Brooks      | 1985 | 183  | 73   |
| 1  | Stati Uniti (bandiera) | A     | Trevor Ariza      | 1985 | 203  | 91   |
| 2  | Stati Uniti (bandiera) | G     | Garrett Temple    | 1986 | 198  | 86   |
| 3  | Stati Uniti (bandiera) | AC    | Hilton Armstrong  | 1984 | 211  | 107  |
| 3  | Stati Uniti (bandiera) | A     | Tracy McGrady     | 1979 | 203  | 95   |
| 4  | Argentina (bandiera)   | A     | Luis Scola        | 1980 | 206  | 111  |
| 5  | Stati Uniti (bandiera) | G     | Will Conroy       | 1982 | 188  | 88   |
| 7  | Stati Uniti (bandiera) | G     | Kyle Lowry        | 1986 | 183  | 79   |
| 8  | Stati Uniti (bandiera) | G     | Jermaine Taylor   | 1986 | 193  | 95   |
| 10 | Stati Uniti (bandiera) | A     | Chase Budinger    | 1988 | 201  | 99   |
| 12 | Stati Uniti (bandiera) | G     | Kevin Martin      | 1983 | 201  | 84   |
| 13 | Australia (bandiera)   | C     | David Andersen    | 1980 | 211  | 109  |
| 14 | Stati Uniti (bandiera) | A     | Carl Landry       | 1983 | 206  | 112  |
| 15 | Stati Uniti (bandiera) | A     | Joey Dorsey       | 1983 | 203  | 122  |
| 20 | Stati Uniti (bandiera) | A     | Jared Jeffries    | 1981 | 211  | 104  |
| 21 | Regno Unito (bandiera) | A     | Pops Mensah-Bonsu | 1983 | 206  | 109  |
| 27 | Stati Uniti (bandiera) | A     | Jordan Hill       | 1987 | 208  | 107  |
| 31 | Stati Uniti (bandiera) | A     | Shane Battier     | 1978 | 203  | 100  |
| 33 | Stati Uniti (bandiera) | A     | Mike Harris       | 1983 | 198  | 109  |
| 43 | Stati Uniti (bandiera) | A     | Brian Cook        | 1980 | 206  | 106  |
| 44 | Stati Uniti (bandiera) | A     | Chuck Hayes       | 1983 | 198  | 109  |

## Staff tecnico
- Allenatore: Rick Adelman
- Vice-allenatori: Elston Turner, Jack Sikma, T.R. Dunn, R.J. Adelman
- Preparatore fisico: Darryl Eto
- Assistente preparatore fisico: David Macha
- Preparatore atletico: Keith Jones
- Assistente preparatore atletico: Keith Garnett